# アルヘニス・メンデス
アルヘニス・メンデス（Argenis Alexander Méndez Zapata、1986年7月3日 - ）は、ドミニカ共和国のプロボクサー。サン・フアン・デ・ラ・マグアーナ出身。元IBF世界スーパーフェザー級王者。

## 来歴

### アマチュア時代
2003年、ドミニカ共和国サントドミンゴで開催されたパンアメリカン競技大会にバンタム級(54kg)で出場、1回戦でギレルモ・リゴンドウに敗退した。
2004年3月、アテネオリンピックアメリカ大陸予選にバンタム級(54kg)で出場し準決勝でファン・マヌエル・ロペスに敗退するが、4月にアメリカ大陸最終予選で優勝を果たしオリンピック出場権を獲得した。
2004年6月、大韓民国済州市で開催された世界ジュニア選手権にフェザー級(57kg)で出場し銀メダルを獲得した。
2004年8月、2004年、ギリシャアテネで開催されたアテネオリンピックにバンタム級(54kg)で出場するが1回戦で敗退した
。
2005年11月、中華人民共和国綿陽市で開催された2005年世界ボクシング選手権大会にフェザー級(57kg)で出場するが2回戦で敗退した
。

### プロ時代
2006年12月18日、サントドミンゴで行われたデビュー戦で2回1分38秒KO勝ちを収めた。
2007年2月17日、ニューヨーク市マンハッタンのハマースタイン・ボールルームで行われた4回戦で3-0（40-36、39-37、39-37）の判定勝ちを収めた。この頃にアメリカ合衆国東海岸に拠点を移し、現在はブルックリン区を拠点にしている。
2007年6月9日、マディソン・スクエア・ガーデンで行われた6回戦で1回1分46秒TKO勝ちを収めた。
2008年10月3日、コロラド州デンバーのナショナル・ウェスタン・コンプレックス・アリーナでジェイミー・サンドバルと対戦し1-2（77-74、75-76、75-76）の判定負け。 
2010年5月8日、ホーム・デポ・センターにてマーティン・オノリオと空位のUSBA全米スーパーフェザー級王座決定戦を行い、3-0の判定勝ちで王座獲得に成功した。
2011年1月29日、元IBF世界スーパーフェザー級王者カシウス・バロイと対戦し初回にダウンを奪ってそのまま大差を広げ3-0（117-110、117-110、117-111）の判定勝ちを収め、フアン・カルロス・サルガドへの挑戦権を獲得した。
2011年9月10日、グアダラハラで元WBA世界スーパーフェザー級王者フアン・カルロス・サルガドと空位のIBF世界スーパーフェザー級王座を賭け対戦。後手に回り、前半に多くのポイントを取られる、後半盛り返し最終12ラウンドにはダウンを奪うも前半の苦戦が響き、0-3の判定負けを喫し王座獲得に失敗した。
2012年7月21日、フロリダ州でマーティン・オノリオとIBF世界スーパーフェザー級挑戦者決定戦を行い、3-0の判定を収め2年振りの再戦を制しサルガドへの挑戦権獲得に成功した。
2013年3月9日、カリフォルニア州コスタメサのザ・ハンガーにて、IBF世界スーパーフェザー級王者フアン・カルロス・サルガドと再戦。初回にダウンを奪ってメンデスが先行し、試合のペースを握りその後何度もダウン寸前に追い込んだ。4回左フックが当たるとサルガドはダイブ。レフェリーは失神したサルガドを見てカウントを途中でストップ。KO勝ちで1年6か月振りの再戦でリベンジに成功し、王座獲得に成功した。
2013年8月23日、ニューヨーク州ベローナのターニング・ストーン・リゾート＆カジノ内ターニング・ストーン・イベント・センターにて、アラシュ・ウズマニーと対戦し、0-1（113-115、114-114×2）の判定で引き分けとなるが、初防衛に成功した。 
2014年1月3日、ミネソタ州ミネアポリスのターゲット・センターにて、IBF世界スーパーフェザー級1位のランセス・バルテレミーと対戦し、2回2分59秒KO負けを喫し3度目の防衛に失敗、王座から陥落した。しかしKOパンチが2ラウンド終了のゴングが鳴った後に放たれたものであるとして、メンデスはミネソタ州格闘スポーツ局へ提訴。これが認められて試合は無効試合となり、王座はメンデスに差し戻された。
2014年7月10日、フロリダ州マイアミのアメリカン・エアライン・アリーナでランセス・バルテレミーと再戦し、12回0-3（3者とも111-115）の判定負けを喫し3度目の防衛に失敗、王座から陥落した。
2015年2月20日、ダニエル・エバンゲリスタ・ジュニアとノンタイトル8回戦を行い、エバンゲリスタの6回棄権により勝利を収めた。
2016年4月1日、ワシントンD.C.のDCアーモリーにてエイドリアン・ブローナーVSアシュリー・テオフェンの前座で、ロバート・イースター・ジュニアと対戦して、右フックをテンプルに当てられてダウン。起き上がったがふらついてしまったためレフェリーがストップ。5回TKO負けを喫した。

## 獲得タイトル
- USBA全米スーパーフェザー級王座
- IBF世界スーパーフェザー級王座（防衛2）